# Live Album (album)
| Recensione                        | Giudizio        |
| --------------------------------- | --------------- |
| AllMusic                          | [ 3 ]           |
| Robert Christgau                  | C-              |
| The New Rolling Stone Album Guide | [ 5 ]           |
| Sputnikmusic                      | 4.1 (Excellent) |
| Dizionario del Pop-Rock           | [ 7 ]           |
| 24.000 dischi                     | [ 8 ]           |

Live Album è un doppio album discografico Live del gruppo musicale rock statunitense Grand Funk, pubblicato dalla casa discografica Capitol Records nel novembre del 1970.

## Tracce

### LP
Lato A
1. Introduction (Brano spoken word) – 2:30 – Registrato dal vivo il 23 giugno 1970 al Jacksonville Coliseum di Jacksonville, Florida
2. Are You Ready – 3:34 (Mark Farner) – Registrato dal vivo il 23 giugno 1970 al Jacksonville Coliseum di Jacksonville, Florida
3. Paranoid – 6:20 (Mark Farner) – Registrato dal vivo il 24 giugno 1970 al W. Palm Beach Civic Auditorium di West Palm Beach, Florida
4. In Need – 9:50 (Mark Farner) – Registrato dal vivo il 23 giugno 1970 al Jacksonville Coliseum di Jacksonville, Florida

Lato B
1. Heartbreaker – 6:58 (Mark Farner) – Registrato dal vivo il 23 giugno 1970 al Jacksonville Coliseum di Jacksonville, Florida (o) il 24 giugno 1970 a W. Palm Beach Civic Auditorium, Florida
2. Inside Looking Out – 12:22 (Eric Burdon, Bryan Chas Chandler, John Avery Lomax, Alan Lomax) – Registrato dal vivo il 24 giugno 1970 al W. Palm Beach Civic Auditorium di West Palm Beach, Florida

Lato C
1. Words of Wisdom (Brano spoken word) – 0:55 – Registrato dal vivo il 23 giugno 1970 al Jacksonville Coliseum di Jacksonville, Florida
2. Mean Mistreater – 4:40 (Mark Farner) – Registrato dal vivo il 23 giugno 1970 al Jacksonville Coliseum di Jacksonville, Florida
3. Mark Say's Alright – 5:10 (Mark Farner, D Brewer, M Schacher) – Registrato dal vivo il 23 giugno 1970 al Jacksonville Coliseum di Jacksonville, Florida
4. T.N.U.C. – 11:45 (Mark Farner) – Registrato dal vivo il 23 giugno 1970 al Jacksonville Coliseum di Jacksonville, Florida (o) il 25 giugno 1970 al Orlando Sports Center, Orlando, Florida

Lato C
1. Into the Sun – 12:10 (Mark Farner) – Registrato dal vivo il 23 giugno 1970 al Jacksonville Coliseum di Jacksonville, Florida

## Formazione
- Mark Farner - chitarra, piano, armonica, voce
- Mel Schacher - basso
- Don Brewer - batteria, voce

Note aggiuntive
- Terry Knight - produttore (A Good Knight Production)
- Registrazioni Live effettuate il 23 giugno 1970 al Jacksonville Coliseum di Jacksonville, Florida; 24 giugno 1970 al West Palm Beach Civic Auditorium di West Palm Beach, Florida ed il 25 giugno 1970 al Orlando Sports Center di Orlando, Florida
- Kenneth Hamman - ingegnere delle registrazioni
- Ri-registrazione e mixaggio effettuato al Cleveland Recording Company Studios di Cleveland, Ohio
- Mark Amerling - design album originale, fotografie copertina album originale
- Joe Sla - fotografie copertina album originale[9][10]

## Classifica
Album
| Anno | Classifica             | Posizione raggiunta |
| ---- | ---------------------- | ------------------- |
| 1970 | Billboard 200          | 5                   |
| 1971 | Top R&B/Hip-Hop Albums | 17                  |

Singoli
| Anno | Titolo del brano | Classifica        | Posizione raggiunta |
| ---- | ---------------- | ----------------- | ------------------- |
| 1971 | Mean Mistreater  | Billboard Hot 100 | 47                  |